# Claus Korth
Claus Korth (* 7. November 1911 in Berlin; † 24. Januar 1988 in Kiel) war ein deutscher Marineoffizier, U-Boot-Kommandant und Ritterkreuzträger der Kriegsmarine im Zweiten Weltkrieg. Am Ende des Zweiten Weltkriegs war er Korvettenkapitän. Bei der Bundesmarine erreichte er den Dienstgrad eines Kapitäns zur See.

## Reichsmarine
Claus Korth trat am 1. April 1932 (Crew 1932) in die Reichsmarine ein und absolvierte seine Infanterie-Ausbildung bei der II. Abteilung der Schiffsstammdivision der Ostsee in Stralsund. Am 1. Juli 1932 kam er zur Bordausbildung auf die Niobe. Am 26. Juli 1932 befand sich das Segelschulschiff auf der Fahrt von Fehmarn nach Warnemünde. Das Feuerschiff Fehmarnbelt war gerade passiert, als der Kommandant, Kapitänleutnant Heinrich Ruhfus, wegen aufkommender Gewitterwolken die Obersegel bergen ließ. Innerhalb von Minuten ergriff den Segler eine Fallbö und bei gleichzeitiger Winddrehung um 120° wurde das Segelschulschiff wie eine Schraube unter Wasser gedrückt. Wegen der sommerlichen Temperaturen waren diverse Luken geöffnet, wodurch binnen Kürze dermaßen viel Wasser in das Schiff eindringen konnte, dass es nach wenigen Minuten versank. 69 Offiziere, Offiziersanwärter und Matrosen ertranken. Nur 40 Mann, darunter Claus Korth, wurden durch Boote des Feuerschiffes und des Hamburger Frachters Theresia L.M. Russ gerettet.
Nach dem Untergang der Niobe kehrte Korth zur II. Abteilung der Schiffsstammdivision der Ostsee zurück, um am 26. Oktober 1932 seine Bordausbildung auf dem Segler Asta zu beenden. Am 4. November 1932 wurde er zum Seekadetten befördert und am 6. November 1932 auf den Leichten Kreuzer Köln versetzt. Am 1. Januar 1934 wurde er Fähnrich zur See, und am 3. Januar 1934 begannen die Fähnrichslehrgänge für Korth, u. a. der Torpedolehrgang, der Sperrlehrgang und der Hauptlehrgang für Fähnriche an der Marineschule Mürwik. Seine Bordausbildung erhielt er auf dem Panzerschiff Deutschland, seine Artillerieausbildung an der Schiffsartillerieschule in Kiel-Wik, seine U-Boot-Ausbildung an der U-Boot-Schule in Kiel.

## Kriegsmarine
Am 16. Dezember 1935 wurde Korth, seit 1. September 1935 Oberfähnrich zur See, auf das Panzerschiff Deutschland versetzt und dort am 1. Januar 1936 zum Leutnant zur See befördert. Am 30. März 1936 wurde er zur U-Boot-Waffe versetzt und auf die U-Boot-Schule kommandiert. Am 31. Januar 1937 kam er zur Baubelehrung auf die Deschimag-Werft und am 15. April 1937 wurde er  Wachoffizier auf dem neuen Boot U 32. Am 1. Oktober 1937 wurde er zum Oberleutnant zur See befördert. Am 12. Dezember 1937 erfolgte seine Ernennung zum I. Wachoffizier auf U 32. Diese Dienststellung hatte er bis zum 4. Juli 1938 inne. Anschließend wurde er erneut zu diversen Lehrgängen kommandiert und am 29. Dezember 1938 Kommandant von U 57.
Mit U 57 nahm er am Spanieneinsatz teil und erhielt mit den anderen Besatzungsmitgliedern das Spanienkreuz in Bronze verliehen.

### UnternehmungenU 57
Seine erste Feindfahrt im Zweiten Weltkrieg absolvierte er vom 15. August bis zum 18. September 1939, ohne Erfolge zu erzielen. Die zweite Unternehmung dauerte vom 25. Oktober bis zum 5. November 1939 und brachte ebenfalls keine Erfolge. Während dieser Fahrt wurde Korth am 1. November 1939 zum Kapitänleutnant befördert. Erst auf seiner dritten Feindfahrt vom 12. bis zum 23. November 1939 konnte Korth zwei Schiffe mit 2949 BRT versenken. Auf seiner vierten Unternehmung vom 5. bis zum 16. Dezember 1939 wurde ein Schiff mit 1173 BRT versenkt. Auf seiner fünften Feindfahrt vom 16. bis zum 25. Januar 1940 legte Korth eine Minensperre, auf der ein Schiff mit 8240 BRT sank. Außerdem konnte er ein Schiff mit 1304 BRT versenken. Vom 8. bis zum 25. Februar 1940 fuhr Korth seine sechste Feindfahrt und versenkte ein Schiff mit 10.191 BRT. Außerdem konnte er ein Schiff mit 4996 BRT beschädigen. Seine siebte Unternehmung absolvierte Korth vom 14. bis zum 29. März 1940 und versenkte dabei ein Schiff mit 5742 BRT. Auf der achten Feindfahrt nahm U 57 am Unternehmen Weserübung teil. konnte aber wegen mehrerer Torpedoversager keine Erfolge erzielen. Nach dieser Fahrt gab Korth das Kommando über U 57 ab.

### UnternehmungenU 93
Am 30. Juli 1940 stellte er U 93 in Dienst. Seine erste Feindfahrt mit diesem Boot fuhr Korth vom 5. bis zum 25. Oktober 1940. Auf dieser Fahrt wurden drei Schiffe mit 13.214 BRT versenkt. Auf der folgenden Feindfahrt vom 7. bis zum 29. November 1940 wurden keine Erfolge erzielt. Auf der nächsten Feindfahrt vom 11. Januar bis zum 14. Februar 1942 gelang die Versenkung von vier Schiffen mit 23.943 BRT. Seine vierte Unternehmung mit U 93 fuhr Korth vom 3. Mai bis zum 10. Juni 1941. Dabei wurde ein Schiff mit 6235 BRT versenkt. Für seine Erfolge wurde Korth am 29. Mai 1941 mit dem Ritterkreuz des Eisernen Kreuzes ausgezeichnet. Auf seiner insgesamt 13. und letzten Feindfahrt vom 12. Juli bis zum 21. August 1941 gelangen erneut keine Erfolge. Auf Grund seiner mentalen Verfassung wurde Korth nach dieser Unternehmung abgelöst. Auf 13 Feindfahrten hatte er 15 Schiffe mit insgesamt 72.991 BRT versenkt und ein Schiff mit 4996 BRT beschädigt.

### Ausbildungs- und Stabsoffizier
Am 1. Oktober 1941 wurde Korth 3. Admiralstabsoffizier beim 2. Admiral der Unterseeboote, dem damaligen Konteradmiral Hans-Georg von Friedeburg. Am 1. Juni 1942 wurde er 1. Ausbildungsoffizier bei der 27. U-Flottille (unter den Kommandeuren Werner Hartmann und Erich Topp), und am 1. Januar 1944 wurde er zum Korvettenkapitän befördert. Am 6. März 1944 kam er dann als militärischer Referent an die Torpedoversuchsanstalt Nord in Eckernförde.

## Nachkriegszeit
Bei Kriegsende geriet Korth in Gefangenschaft, aus der er am 15. November 1945 entlassen wurde. Nach dem Krieg absolvierte er eine Lehre zum Gärtner im "Obstmuttergarten" in Kiel und machte sich 1948 selbständig.

## Bundesmarine
1952 ging Claus Korth zum Amt Blank und wirkte anschließend am Aufbau der Bundesmarine mit. Von 1952 bis 1953 war er in Paris als Persönlicher Referent des German Senior Officer bei der EVG tätig. In den Jahren 1954 und 1955 war er am Aufbau des Marine-Personalreferats in Bonn beteiligt und dort von 1955 bis 1957 als Referent in der Personalabteilung III C Marine im Bundesministerium der Verteidigung eingesetzt; dort wurde er am 26. November 1955 zum Fregattenkapitän befördert. Im August 1957 wurde er Leiter der Marinetorpedoversuchsstelle und blieb in dieser Kommandierung bis April 1961. Im Oktober 1962 wurde er Abteilungsleiter im Wehrbereichskommando I in Kiel, im Oktober 1964 Dezernent für Torpedo- und U-Jagdwaffen in der Marineinspektion Marinewaffen und im Februar 1968 dort Gruppenleiter. In dieser Dienststellung wurde er am 14. September 1967 zum Kapitän zur See befördert. Am 31. März 1970 wurde Korth in den Ruhestand verabschiedet. Im Ruhestand lebte er in Altenholz bei Kiel in der Nachbarschaft zu Karl H. Peter.

## Auszeichnungen
- 2. Oktober 1936: Dienstauszeichnung 4. Klasse[4]
- 6. Juni 1939: Spanienkreuz in Bronze[4]
- 5. November 1939: U-Boot-Kriegsabzeichen[4]
- 22. November 1939: Eisernes Kreuz 2. Klasse[4]
- 26. Januar 1940: Eisernes Kreuz 1. Klasse[4]
- 29. Mai 1941: Ritterkreuz des Eisernen Kreuzes[1]
- 20. April 1944: Kriegsverdienstkreuz 2. Klasse mit Schwertern[4]

## Veröffentlichungen
- Wolfgang Lüth / Claus Korth: Boot greift wieder an! Ritterkreuzträger erzählen, Berlin: Verlag Erich Klinghammer 1943.